# Maurice Noël Léon Couve de Murville
Maurice Noël Léon Couve de Murville (Saint-Germain-en-Laye, 27 giugno 1929 – Littlehampton, 3 novembre 2007) è stato un arcivescovo cattolico francese naturalizzato britannico.

## Biografia

### Infanzia e formazione
Maurice Noël Léon Couve de Murville nacque a Saint-Germain-en-Laye, il 27 giugno 1929, in una distinta famiglia francese che si trasferì a Mauritius alla fine del '700. Era parente e omonimo di Maurice Couve de Murville, un politico francese del ramo ugonotto della famiglia, che fu ministro degli esteri dal 1958 al 1968 e, per un breve periodo, Primo ministro di Francia sotto il generale Charles de Gaulle. Nel 1936, all'età di 7 anni, si trasferì con la famiglia in Inghilterra, stabilendosi a Leatherhead nel Surrey.
Studiò presso la John Fisher School a Londra, poi frequentò la Downside School vicino a Bath gestita dai benedettini ed infine studiò storia al Trinity College. Terminò gli studi al seminario Saint-Sulpice a Parigi e ottenne la licenza in teologia presso l'Institut catholique de Paris.

### Ministero sacerdotale
Fu ordinato diacono il 29 giugno 1956 a Parigi dal vescovo Émile Blanchet. Tornato in Inghilterra, fu ordinato presbitero il 29 giugno 1957, per la diocesi di Southwark, dal vescovo Cyril Conrad Cowderoy. Dopo l'ordinazione sacerdotale fu nominato curato di St Anselm's a Dartford, dal 1957 al 1960 e poi curato di St Joseph's a Brighton dal 1960 al 1961 e sempre a Brighton, nel sobborgo di Moulsecoomb, fu assistente vicario di St Francis's dal 1961 al 1964. Sempre nel 1961 fu nominato cappellano presso l'Università del Sussex. Fondò una cappellania cattolica a Brighton nel 1964, chiamata Howard House.
Il 28 maggio 1965 si incardinò nella diocesi di Arundel e Brighton.
Conseguì poi un Master of Philosophy in studi assiro-babilonesi presso la School of Oriental and African Studies dell'Università di Londra nel 1975 e nel 1977 fu nominato cappellano presso l'Università di Cambridge.

### Ministero episcopale
Il 22 gennaio 1982 papa Giovanni Paolo II lo nominò arcivescovo di Birmingham. Ricevette l'ordinazione episcopale il 25 marzo seguente per imposizione delle mani dell'arcivescovo Bruno Bernard Heim.
Durante il suo ministero, fu particolarmente coinvolto nello sviluppo dell'educazione religiosa dei laici nel territorio dell'arcidiocesi e contribuì a fondare il Maryvale Institute a Great Barr nei pressi di Birmingham come college cattolico internazionale di teologia, educazione religiosa e catechesi.
Fu presidente dell'organo direttivo del Newman College of Higher Education (oggi Newman University) a Birmingham. Nel 2007, fu annunciato che il Newman College sarebbe diventato un college universitario e avrebbe ottenuto il potere di conferire lauree. Promosse i legami tra il St Mary's College di Oscott e l'Université catholique de Louvain e stabilì legami con l'Università di Birmingham.
Fu un membro degli Amici del Cardinale Newman sostenendo gli oratoriani di Birmingham nella causa di beatificazione e canonizzazione del loro fondatore.
Nel 1992 si recò in visita in California, dove si interessò del frate francescano Junípero Serra, missionario in California. Scrisse un libro sulla sua vita, The Man Who Founded California, un approccio pastorale a questo frate dichiarato santo nel 2015.
Gli ultimi anni del suo episcopato furono macchiati da una serie di scandali di pedofilia che coinvolsero alcuni sacerdoti nella sua arcidiocesi, tra cui, in particolare, Samuel Penney ed Eric Taylor.
Resse l'arcidiocesi per 17 anni, rassegnando le proprie dimissioni il 12 giugno 1999 per motivi di salute dovuti ad un carcinoma della prostata.
Nel novembre 1994 gli fu conferita la laurea honoris causa dal Maryvale Institute.
Fu anche un prolifico scrittore e autore di numerosi testi e particolarmente degna di nota è la traduzione in lingua inglese dell'opera Histoire des chrétiens de Chine del missionario Jean Charbonnier.
Dopo aver sofferto di un progressivo declino della sua salute, tra cui un'operazione di protesi d'anca, morì a Littlehampton il 3 novembre 2007 all'età di 78 anni a causa di un tumore del pancreas.

## Genealogia episcopale e successione apostolica
La genealogia episcopale è:
- Cardinale Scipione Rebiba
- Cardinale Giulio Antonio Santori
- Cardinale Girolamo Bernerio, O.P.
- Arcivescovo Galeazzo Sanvitale
- Cardinale Ludovico Ludovisi
- Cardinale Luigi Caetani
- Cardinale Ulderico Carpegna
- Cardinale Paluzzo Paluzzi Altieri degli Albertoni
- Papa Benedetto XIII
- Papa Benedetto XIV
- Papa Clemente XIII
- Cardinale Marcantonio Colonna
- Cardinale Giacinto Sigismondo Gerdil, B.
- Cardinale Giulio Maria della Somaglia
- Cardinale Carlo Odescalchi, S.I.
- Cardinale Costantino Patrizi Naro
- Cardinale Serafino Vannutelli
- Cardinale Domenico Serafini, Cong. Subl. O.S.B.
- Cardinale Pietro Fumasoni Biondi
- Arcivescovo Filippo Bernardini
- Vescovo Franziskus von Streng
- Arcivescovo Bruno Bernard Heim
- Arcivescovo Maurice Noël Léon Couve de Murville

La successione apostolica è:
- Vescovo Crispian Hollis (1987)
- Vescovo Philip Pargeter (1990)
- Vescovo Terence Brain (1991)
- Vescovo Brian Michael Noble (1995)